# Hymenostomum amblyphyllum
Hymenostomum amblyphyllum là một loài rêu trong họ Pottiaceae. Loài này được Dixon mô tả khoa học đầu tiên năm 1929.